# Meioneta alpica
Meioneta alpica là một loài nhện trong họ Linyphiidae.
Loài này thuộc chi Meioneta. Meioneta alpica được Andrei V. Tanasevitch miêu tả năm 2000.